# Badminton Cabinet
Das Badminton Cabinet ist ein Barockschrank, der im 18. Jahrhundert in den Pietra-dura-Werkstätten der Medici in Florenz für den Duke of Beaufort in England hergestellt worden ist. Er gehört zu den berühmtesten Möbelstücken und ist das derzeit teuerste Möbelstück der Welt. Der Schrank ist im Gartenpalais Liechtenstein in Wien ausgestellt.
Der Schrank ist knapp 4 m hoch, 2,3 m breit und besteht aus Ebenholz mit vergoldeter Bronze. Die Bilder in den Einlegearbeiten, auf denen Vögel und Blumen dargestellt sind, enthalten Lapislazuli, roten und grünen sizilianischen Jaspis, Amethyst und Quarz. Oben wird der Schrank von Figuren, einer Uhr und einem Wappen gekrönt.
Der dritte Herzog von Beaufort, Henry Somerset, gab das aufwendige Möbelstück 1726 auf einer Italienreise in Auftrag; 1732 war es fertiggestellt. Bis 1990 war es im Besitz der Herzogsfamilie, bevor es an Barbara Piasecka Johnson verkauft wurde. 2004 wurde er in London bei Christie’s für 17 Millionen Pfund (24,6 Millionen Euro) plus Aufgeld versteigert und von Fürst Hans Adam II. von und zu Liechtenstein erworben.